# Crescent City (Floryda)
Crescent City – miasto w Stanach Zjednoczonych, w stanie Floryda, w hrabstwie Putnam.